# Xã Ozark, Quận Oregon, Missouri
Xã Ozark (tiếng Anh: Ozark Township) là một xã thuộc quận Oregon, tiểu bang Missouri, Hoa Kỳ. Năm 2010, dân số của xã này là 70 người.